# Graham Potter
Graham Stephen Potter (ur. 20 maja 1975 w Solihull) – angielski piłkarz występujący na pozycji obrońcy oraz trener. 

## Kariera
Wychowanek Birmingham City, w trakcie swojej kariery grał także w takich zespołach, jak Wycombe Wanderers, Stoke City, Southampton, West Bromwich Albion, Northampton Town, Reading, York City, Boston United, Shrewsbury Town oraz Macclesfield Town. Jako szkoleniowiec prowadził natomiast takie drużyny, jak Östersunds FK, Swansea City oraz Brighton & Hove Albion. Młodzieżowy reprezentant Anglii.